# Pes corporal
El pes corporal o massa corporal és un terme que es fa servir per a descriure la massa del cos d'un organisme. El pes corporal es mesura en quilos a tot el món però en alguns països es mesura encara en lliures (per exemple en els Estats Units) o en les mesures imperials britàniques de stones i pounds (per exemple en els països de la Commonwealth) que poden no estar familiaritzats amb les mesures fetes. La majoria dels hospitals fins i tot dels Estats Units fan servir els quilos per als càlculs però poden fer servir quilos i lliures junts per a altres propòsits. (1 kg és aproximadament 2.2 lb (lliures); 1 stone imperial (14 lb) és aproximadament 6,4 kg).

## Pes del cos humà

Siluetes que representen persones amb un pes «normal», un altre amb sobrepès, i un amb obesitat.

Si es compara amb altres dades antropomètriques el pes és la variable que varia més entre individus. El pes d'un individu està determinat per la interacció dels gens i el medi ambient.

### Evolució de la massa corporal amb l'edat
(les masses expressades representen el pes mitjà).
El pes al naixement d'un humà és de 3,5 kg.
El creixement ponderal és ràpid durant el primer any:
- 25 g/dia duran el primer trimestre,
- 20 g/dia duran el segon trimestre,
- 15 g/dia duran el tercer trimestre,
- 12 g/dia duran el quart trimestre.

L'infant dobla el seu pes de naixement en 5 mesos i el triplica en un any.
Duran el segon any es guanya només de 8 a 10 g/dia; així el pes de naixement es quadruplica a l'edat de 10 anyss.
- a 1 any : 9,7 kg
- a 2 anys : 13,2 kg
- a 3 anys : 15,2 kg
- a 4 anys : 16,7 kg

### Repartiment de la massa corporal
En una persona de corpulència normal) en
- massa òssia (esquelet) : 15% del pes total (després dels 50 anys aquest percentatge disminueix progressivament);[2]
- massa muscular: 35% en homes, 28% en dones
- massa grassa : al voltant de 13% en homes i 20 en dones;[3]
- massa visceral: 28%;
- massa sanguínia: 7 a 8%;
- pell i teguments: 1% ;
- humors (líquids, secrecions) : 2%.

### Contingut d'aigua
El cos humà conté al voltant del 56% d'aigua, és a dir uns 40 litres d'aigua per una persona de 70 kg.
La part d'aigua en el cos disminueix amb l'edat : 
- 97% en els fetus,
- 75% en el nadó,
- 70% en l'infant
- 61% en l'adult masculí i 51% en les dones adultes,
- 55% en la persona vella.

El repartiment no és homogeni segons els òrgans:
- 80% al cervell,
- 75% als músculs,
- 50% als ossos.

### Mitjanes en diversos països
| País/Regió   | Pes mitjà masculí  | Pes mitjà femení   | Població de la mostra / edats | Metodologia | Any       | Font  |
| ------------ | ------------------ | ------------------ | ----------------------------- | ----------- | --------- | ----- |
| Xile         | 75,6 kg (166,7 lb) | 65,7 kg (144,8 lb) | 17 i per sobre                | Mesurat     | 2003      | [ 4 ] |
| Alemanya     | 82,4 kg (181,7 lb) | 67,5 kg (148,8 lb) | 18 i per sobre                | Mesurat     | 2005      | [ 5 ] |
| Estats Units | 86,6 kg (190.9 lb) | 74,4 kg (164,0 lb) | 20-74                         | Mesurat     | 1999–2002 | [ 6 ] |

### Estimació en infants
Hi ha diversos sistemes per a estimar el pes dels infants. Entre ell la cinta Broselow, la fórmula Leffler i la fórmula Theron aquesta darrera és (pes en kg) = exp(0.175571*edat en anys + 2.197099).

### En esports
Els participants en, per exemple boxa, arts marcials i judo es classifiquen segons el seu pes corporal mesurat en quilos o lliures.